# Order Andreja Hlinki
Order Andreja Hlinki (słow. Rad Andreja Hlinku) – drugie (po Orderze Podwójnego Białego Krzyża) w kolejności starszeństwa słowackie odznaczenie państwowe (ale pierwsze w kolejności, przeznaczone wyłącznie dla obywateli Republiki Słowackiej), nadawane za wybitne zasługi na rzecz utworzenia Republiki Słowackiej.
Order Andreja Hlinki ustanowiono ustawą nr 37/1994 z dnia 2 lutego 1994 i pierwotnie miał być nadawany do roku 2003 włącznie. Na mocy zapisów ustawy nr 522/2008 z dnia 6 listopada 2008 został przywrócony do aktualnego systemu odznaczeń państwowych republiki. Nosi imię katolickiego księdza Andreja Hlinki – słowackiego działacza narodowego z okresu międzywojennego, uznawanego na Słowacji za ojca narodu.
Order jest trzyklasowy.
Z tytułu pełnienia urzędu, każdorazowy Prezydent Republiki Słowackiej jest Kawalerem Orderu Andreja Hlinki I Klasy.
| I Klasa | II Klasa | III Klasa |